# Paris-Roubaix 1962
La 60e édition de la course cycliste Paris-Roubaix a eu lieu le 9 avril 1962 et a été remportée par le Belge Rik Van Looy pour la seconde fois consécutive.

## Classement final
|    | Cycliste          | Équipe                  | Temps           |
| -- | ----------------- | ----------------------- | --------------- |
| 1  | Rik Van Looy      | Flandria-Faema-Clement  | 6 h 43 min 57 s |
| 2  | Emile Daems       | Philco                  | + 25 s          |
| 3  | Frans Schoubben   | Peugeot                 | + 25 s          |
| 4  | Joseph Planckaert | Flandria-Faema-Clement  | + 25 s          |
| 5  | Raymond Poulidor  | Mercier-BP-Hutchinson   | + 25 s          |
| 6  | Jos Wouters       | Solo-Van Steenbergen    | + 2 min 40 s    |
| 7  | Frans Aerenhouts  | Mercier-BP-Hutchinson   | + 2 min 40 s    |
| 8  | Jean Forestier    | Gitane-Geminiani-Leroux | + 2 min 40 s    |
| 9  | Raymond Impanis   | Flandria-Faema-Clement  | + 2 min 40 s    |
| 10 | Guido Carlesi     | Philco                  | + 2 min 57 s    |